# Иваниш Хорват
Иваниш Хорват (хрв. Ivan Horvat, мађ. Horváti János; умро 15. августа 1394) је био славонски великаш мађарског порекла, мачвански бан и вођа устанка.

## Биографија
Након смрти краља Лудовика I (1382), Хорват је припадао покрету хрватских и мађарских великаша који је прерастао у покрет против самовоље краљице Марије, њене мајке Јелисавете и феудалаца окупљених око њих. Године 1385. преузима власт бана Славоније, а следеће године са своја два брата преузима вођство покрета и на мађарски престо доводи Карла Драчког. Након Карлове смрти, Иваниш је водио борбе у корист његовог малолетног сина Ладислава. Удајом Марије за Жигмунда Луксембуршког, устанак добија карактер присталица Анжујаца и Луксембурга. Центром устанка, Мачвом, владао је Иваниш Хорват. У бици код Горјана, браћа Хорват заробљавају обе краљице и на престо постављају Ладислава Напуљског. Помаган од стране босанског бана Твртка и српског кнеза Лазара, Хорват води борбе са Жигмундом Луксембуршким у којима неколико пута упада у Славонију и Мађарску. Ладислав га 1391. године именује намесником Хрватске, Далмације и Мађарске. Међутим, Хорват губи подршку новог босанског краља Дабише након чега Жигмунд осваја Добор, главно упориште Иваниша Хорвата. Успева да га зароби и погуби 1394. године.
Пригодну беседу након парастоса на Газиместану на 600. Видовдан након Косовке битке 1989. године, је изговорио митрополит дабробосански Владислав. Навео је податак да се у Косовској бици 1389. године, српској војсци придружио и славонски бан Иван Хорват, са својим хрватским ратницима.